# Oded Forer
Oded Forer (hebr. עוֹדֵד פוֹרֵר, ur. 30 maja 1977 w Rechowot) – izraelski polityk, od 2021 do 2022 minister rolnictwa Izraela i minister Rozwoju Negewu i Galilei.

## Życiorys

### Wczesne życie i edukacja
Forer dorastał w Rechowot. Podczas służby wojskowej służył w marynarce wojennej. Po ukończeniu kursu służył jako oficer w Izraelskim Korpusie Morskim. Po zwolnieniu ze służby wojskowej Forer rozpoczął studia, jednocześnie pracując jako doradca ówczesnej ministry Edukacji Limor Liwnat i sekretarz w Izraelskiej Radzie Kultury i Sztuki. W 2005 założył firmę konsultingową.

### Kariera polityczna
W 2011 został członkiem partii Nasz Dom Izrael. W partii zarządzał jej młodzieżówką, kierował nią do 2013 roku, kiedy to został dyrektorem generalnym w ministerstwie ds. Absorpcji Imigrantów. Kandydował z ramienia partii w wyborach do Knesetu w 2013 nie uzyskując mandatu.
Przed wyborami w 2015 zrezygnował ze stanowiska w celu ubiegania się o mandat parlamentarny. Od września 2015 pełni funkcję członka Knesetu.
Po wyborach w 2021 roku Forer został ministrem rolnictwa i ministrem Rozwoju Negewu i Galilei w koalicyjnym rządzie Naftalego Bennetta i Ja'ira Lapida. Na mocy prawa norweskiego zrezygnował z pracy w Knesecie. Obie funkcje przestał sprawować 29 grudnia 2022 wraz z powołaniem nowego rządu, po wcześniejszych wyborach parlamentarnych. W tych samych wyborach ponownie uzyskał mandat posła.